# O Aprendiz 3
O Aprendiz 3 foi a terceira temporada do reality show O Aprendiz, apresentado por Roberto Justus, exibida no Brasil pela Rede Record e pelo canal da TV a cabo People + Arts. A premissa do programa era premiar o vencedor com um cargo na agência de marketing Wunderman, em Nova Iorque, com salário anual de R$ 500 mil.
Ao invés do quadro usual de dois conselheiros para auxiliar em suas escolhas, Justus trouxe três pessoas para assumir tal papel: Walter Longo (presidente da Unimark/Longo, vice–presidente da Young & Rubicam e mentor de estratégia e inovação do Grupo Newcomm), Vivianne Braffman (a vencedora da primeira temporada) e Edison Henriques Jr. (coordenador auxiliar do centro de desenvolvimento de Lideranças da Business School São Paulo for International Management). Os conselheiros revezavam suas participações ao longo dos episódios.
No dia 26 de setembro de 2006, Anselmo sagrou–se vencedor do programa e ganhou um emprego na Wunderman, em Nova Iorque, onde trabalhou durante doze meses, ganhando mais de quinhentos mil reais por ano. Após o fim do contrato, Anselmo decidiu dedicar–se a projetos de cinema. Depois do fim da temporada, a finalista Márcia Beatriz foi contratada por Justus para atuar na área de planejamento da agência Young & Rubicam.
Em 2013, os candidatos Karine Bidart e Carlos Nakao foram convidados para participar de Aprendiz - O Retorno, compondo o elenco com outros participantes de temporadas diversas. Bidart e Nakao foram demitidos, respectivamente, no nono e sexto episódios da atração.

## Candidatos
O número de inscritos de O Aprendiz 3 alcançou um número de 24 mil candidatos. A fluência em inglês foi fator determinante na escolha dos 16 finalistas. Como nas temporadas anteriores, os candidatos se dividiram em dois grupos e as formações originais foram definidas pelo sexo dos participantes. O grupo feminino escolheu o nome Águia, enquanto o grupo masculino foi denominado Alliance Global Partners.
Esta temporada aboliu a imunidade dos líderes vencedores, regra introduzida na segunda edição do programa.
O histórico corporativo da edição culminou em um resultado favorável de 7–6 para a Alliance sobre a Águia. Como o vencedor Anselmo Martini e a finalista Márcia Beatriz de Queiroz nunca deixaram suas equipes originais, seus históricos são idênticos, respectivamente, aos da Alliance e da Águia. Anselmo conquistou o recorde de 1–2 como líder, enquanto Beatriz alcançou 2–2.
| Candidato (a)               | Ocupação                                              | Equipe original | Idade | Origem         | Resultado                            |
| --------------------------- | ----------------------------------------------------- | --------------- | ----- | -------------- | ------------------------------------ |
| Anselmo Martini             | Advogado / Empresário de licenciamento de marcas      | Alliance        | 37    | Porto Alegre   | Contratado (26–09–2006)              |
| Márcia Beatriz de Queiroz   | Empresária de branding em moda                        | Águia           | 32    | Curitiba       | Finalista (26–09–2006)               |
| Karine Bidart               | Consultora de planejamento estratégico e treinamento  | Águia           | 29    | Porto Alegre   | Demitida no episódio 14 (24–09–2006) |
| Yanne Castro                | Supervisora de comércio exterior                      | Águia           | 27    | São Paulo      | Demitida no episódio 13 (19–09–2006) |
| Paula Ramos                 | Coordenadora de marketing                             | Águia           | 31    | Rio de Janeiro | Demitida no episódio 12 (12–09–2006) |
| Carlos Nakao                | Consultor financeiro                                  | Alliance        | 33    | São Paulo      | Demitido no episódio 11 (10–09–2006) |
| Maximiliano Carvalho        | Advogado                                              | Alliance        | 28    | Brasília       | Demitido no episódio 10 (05–09–2006) |
| Pedro Hans                  | Consultor de marketing                                | Alliance        | 25    | Recife         | Demitido no episódio 9 (03–09–2006)  |
| Letícia Rechden             | Empresária do ramo de agribusiness                    | Águia           | 32    | Porto Alegre   | Demitida no episódio 8 (29–08–2006)  |
| Luís Eduardo da Rosa Borges | Gerente de posicionamento de mercado                  | Alliance        | 31    | São Paulo      | Demitido no episódio 7 (26–08–2006)  |
| Peter Collins               | Corretor de moedas estrangeiras                       | Alliance        | 31    | Teresópolis    | Demitido no episódio 6 (22–08–2006)  |
| Carolina Carlassara         | Diretora de relações internacionais                   | Águia           | 27    | Chapecó        | Demitida no episódio 5 (20–08–2006)  |
| Anníbal Camara Sodero       | Consultor empresarial / Professor de MBA em logística | Alliance        | 31    | Belo Horizonte | Demitido no episódio 4 (15–08–2006)  |
| Paula Abnader               | Analista de ouvidoria                                 | Águia           | 30    | Belém          | Demitida no episódio 3 (13–08–2006)  |
| Fabrício Lopez              | Comprador sênior                                      | Alliance        | 29    | Araraquara     | Demitido no episódio 2 (08–08–2006)  |
| Marília Dantas              | Analista financeira de vendas                         | Águia           | 24    | João Pessoa    | Demitida no episódio 1 (06–08–2006)  |

## Episódios

### Episódio 1 (06–08–2006)
- Objetivo da tarefa: Levantar o maior volume de dinheiro através da utilização de um trailer como base para atividades criadas e produzidas em locais públicos.
- Líder da Equipe Águia: Marília
- Líder da Equipe Alliance: Peter
- Equipe vencedora: Alliance
  - Prêmio:: Viagem ao Guarujá, jantar com Roberto Justus e esposa e um passeio de iate.
- Equipe perdedora: Águia
  - Motivo da derrota: O grupo não teve uma meta bem estipulada para a tarefa e foi forçado a mudar a estratégia (a ideia original de revender produtos não pôde ser realizada e então foi alterada para venda de ação de patrocínio para uma academia)
  - Indicadas para a Sala de Reunião: Marília, Paula Ramos e Carolina
- Demitida: Marília, por omissão e falta de postura na liderança.[4]

### Episódio 2 (08–08–2006)
- Objetivo da tarefa: Organização, produção e realização de uma convenção para apresentar uma prancha de alisamento de cabelos.[5]
- Líder da Equipe Águia: Carolina
- Líder da Equipe Alliance: Fabrício
- Equipe vencedora: Águia
  - Prêmio: Viagem para Salvador.[5]
- Equipe perdedora: Alliance
  - Motivo da derrota: A apresentação realizada foi considerada fraca e mal planejada.[5]
  - Indicados para a Sala de Reunião: Fabrício, Pedro e Anselmo
- Demitido: Fabrício, por falta de liderança na tarefa.[5]

### Episódio 3 (13–08–2006)
- Objetivo da tarefa: Treinamento Experiencial ao Ar Livre no Parque Nacional do Iguaçu.[6]
- Líder da Equipe Águia: Letícia
- Líder da Equipe Alliance: Maximiliano
- Equipe vencedora: Alliance
  - Prêmio Estadia em um resort e cassino na Argentina.
- Equipe perdedora: Águia
  - Motivo da derrota: A equipe teve um deseempenho inferior em todas as etapas da tarefa.
  - Indicadas para a Sala de Reunião: Letícia, Karine e Paula Abnader
- Demitida: Paula Abnader, por se mostrar passiva e conformista durante a Sala de Reunião.[6]

### Episódio 4 (15–08–2006)
- Reestruturação de equipes: Karine, Carolina e Paula Ramos foram transferidas para o grupo Alliance; Pedro, Luís e Maximiliano passaram para a equipe Águia.
- Objetivo da tarefa: Compra de produtos pelo menor preço possível.[7]
- Líder da Equipe Águia: Beatriz
- Líder da Equipe Alliance: Anníbal
- Equipe vencedora: Águia
  - Prêmio: Viagem para Angra dos Reis.[7]
- Equipe perdedora: Alliance
  - Motivo da derrota: Além de um gasto maior nas compras, a equipe negociou produtos no hotel onde estavam hospedados.[7]
  - Indicados para a Sala de Reunião: Anníbal, Carolina, Nakao e Peter (Justus solicitou a presença de Peter na Sala de Reunião)[7]
- Demitido: Anníbal, por permitir os erros de Peter e não querer trazê–lo para a Sala de Reunião.[7]

### Episódio 5 (20–08–2006)
- Objetivo da tarefa: Identificar problemas em duas cidades e apresentar soluções para os mesmos.
- Líder da Equipe Águia: Pedro
- Líder da Equipe Alliance: Karine
- Equipe vencedora: Águia
  - Prêmio: Ida ao São Paulo Fashion Week e viagem para Gramado.
- Equipe perdedora: Alliance
  - Motivo da derrota: Apresentação inferior e escolha inadequada de problemas.
  - Indicados para a Sala de Reunião: Karine, Carolina, Anselmo e Peter
- Demitida: Carolina, por apresentar problemas de saúde durante o processo. A própria candidata comunicou a produção sobre o ocorrido.
- Observações:
  - Carolina passou mal diversas vezes na tarefa e precisou de assistência médica.
  - Karine revelou que gostaria de trazer três pessoas para a Sala de Reunião ao invés das tradicionais duas. Justus então permitiu que ela o fizesse.

### Episódio 6 (22–08–2006)
- Objetivo da tarefa: Quiz show de conhecimentos gerais.
- Líder da Equipe Águia: Luís
- Líder da Equipe Alliance: Anselmo
- Equipe vencedora: Águia
  - Prêmio: Jogo de paintball, filme, e depois Jantar com Justus e suas famílias.
- Equipe perdedora: Alliance
  - Motivo da derrota: Pontuação inferior.
  - Indicados para a Sala de Reunião: Não houve reunião final. Peter desistiu de participar do programa e foi demitido antes da segunda parte da Sala de Reunião (Anselmo teria indicado Peter e Paula Ramos).
- Demitido: Peter, por não concordar com as tarefas em relação à proposta do programa.

### Episódio 7 (26–08–2006)
- Reestruturação de equipes: Justus pediu que o grupo Alliance escolhesse um integrante do grupo Águia para fortalecer a equipe; o escolhido foi Maximiliano.
- Objetivo da tarefa: Criação e apresentação de um plano de negócios que demonstrasse a viabilidade de estabelecer uma agência de publicidade em Boston; os líderes escolheriam um co–líder para acompanhá–los na viagem, e o resto do time permaneceria no Brasil.
- Líder da Equipe Águia: Yanne
  - Co–Líder: Luís
- Líder da Equipe Alliance: Nakao
  - Co–Líder: Maximiliano
- Equipe vencedora: Alliance
  - Prêmio: Visita à Fox Studios, em Los Angeles.
- Equipe perdedora: Águia
  - Motivo da derrota: A fluência em inglês demonstrada pelos candidatos deixou muito a desejar, tanto na apresentação de Yanne quanto no plano de negócios elaborado pelo grupo do Brasil. Justus também identificou inconsistências entre as duas tarefas.
  - Indicados para a Sala de Reunião: Yanne, Luís, Pedro, Letícia e Beatriz
- Demitido: Luís, por não participar da apresentação e assumir ter um nível de inglês pior que o de Yanne, considerado no máximo razoável.

### Episódio 8 (29–08–2006)
- Objetivo da tarefa: Desenvolver um banner e uma apresentação para divulgação do serviço de email da operadora de telefonia móvel Claro.
- Líder da Equipe Águia: Beatriz
- Líder da Equipe Alliance: Paula Ramos
- Equipe vencedora: Alliance
  - Prêmio: Viagem para o Uruguai
- Equipe perdedora: Águia
  - Motivo da derrota: O banner foi considerado inferior ao do grupo adversário, e a apresentação, teatral demais.
  - Indicadas para a Sala de Reunião: Beatriz, Letícia e Yanne
- Demitida: Letícia, por ter cometido erros na apresentação e não assumir que contribuiu para a derrota do grupo.

### Episódio 9 (03–09–2006)
- Reestruturação de equipes: O Grupo Águia recrutou Paula Ramos para equilibrar as equipes.
- Objetivo da tarefa: Criação de uma campanha de marketing viral para o portal Sonora, do site Terra.
- Líder da Equipe Águia: Pedro
- Líder da Equipe Alliance: Maximiliano
- Equipe vencedora: Alliance
  - Prêmio: Visita à RecNov (unidade da Rede Record no Rio de Janeiro).
- Equipe perdedora: Águia
  - Motivo da derrota: O grupo demorou muito tempo para escolher a campanha, passando por um brainstorm de 14 horas. O vídeo produzido não foi considerado como campanha viral.
  - Indicados para a Sala de Reunião: Pedro, Paula Ramos e Yanne
- Demitido: Pedro, por excesso de justificativas e liderança questionável.

### Episódio 10 (05–09–2006)
- Objetivo da tarefa: Aumentar vendas de um iogurte de marca de laticínios em dois supermercados.[8][9]
- Líder da Equipe Águia: Paula Ramos[9]
- Líder da Equipe Alliance: Karine
- Equipe vencedora: Águia[9]
  - Prêmio: Estadia em pousada em Itatiba.[9]
- Equipe perdedora: Alliance[9]
  - Motivo da derrota: Apesar de ter alcançado um aumento de vendas mais significativo, o grupo utilizou um touro mecânico em sua campanha, tática vista como inadequada em relação ao produto.
  - Indicados para a Sala de Reunião: Karine, Anselmo e Maximiliano[9]
- Demitido: Maximiliano, por pouca iniciativa na tarefa e por priorizar relacionamento ao invés de resultado.[9]
- Observações:
  - Enquanto os candidatos aguardavam a segunda parte da Sala de Reunião, Justus comentou com seus conselheiros que Maximiliano era recordista de vitórias de O Aprendiz, incluindo as edições anteriores.

### Episódio 11 (10–09–2006)
- Objetivo da tarefa: Endomarketing do novo Fiat Idea Adventure, na fábrica da Fiat, em Betim, Minas Gerais.
- Líder da Equipe Águia: Beatriz
- Líder da Equipe Alliance: Anselmo
- Equipe vencedora: Águia
  - Prêmio: Viagem para Lisboa, Portugal (pela aviação TAP).
- Equipe perdedora: Alliance
  - Motivo da derrota: A campanha criada não teve direcionamento para o público interno.
  - Indicados para a Sala de Reunião: Anselmo, Nakao e Karine
- Demitido: Nakao, por considerá–lo o menos preparado para o cargo.
- Observações:
  - Na Sala de Reunião, Justus decidiu que não demitiria Karine nesta tarefa e a liberou da segunda etapa.
  - Justus decidiu optar entre Anselmo e Nakao através de um teste e pediu aos aprendizes para definir o significado do programa em suas vidas. O empresário demitiu Nakao por ter identificado através das respostas um melhor direcionamento por parte de Anselmo.

### Episódio 12 (12–09–2006)
- Objetivo da tarefa: Administração total de duas pizzarias da rede Speranza, em São Paulo, incluindo contratação de equipe e criação do cardápio.
- Líder da Equipe Águia: Yanne
- Líder da Equipe Alliance: Karine
- Equipe vencedora: Alliance
  - Prêmio: Crédito de R$ 5 mil em compras em duas lojas de roupas.
- Equipe perdedora: Águia
  - Motivo da derrota: O atendimento foi o fator chave. A equipe contratada não tinha experiência com restaurantes.
  - Indicadas para a Sala de Reunião: Yanne, Beatriz, Paula Ramos
- Demitida: Paula Ramos, pela contratação da equipe; além disso, Justus não viu nela a personalidade necessária para o cargo.

### Episódio 13 (19–09–2006)
- Objetivo da tarefa: Criar uma mensagem artística com o uso de tintas da Lukscolor e objetos em uma sala branca.
- Líder da Equipe Águia: Beatriz
- Líder da Equipe Alliance: Anselmo
- Equipe vencedora: Alliance
  - Prêmio: Viagem para Fortaleza.
- Equipe perdedora: Águia
  - Motivo da derrota: Apesar de plasticamente mais bonita, a sala do grupo Águia não teve uma simbologia forte o suficiente – Beatriz e Yanne se fixaram demais no "espírito da Lukscolor" e acabaram realizando um showroom de cores ao invés de uma obra de arte.
  - Indicadas para a Sala de Reunião: Beatriz e Yanne
- Demitida: Yanne, por ter menos experiência profissional e um perfil comportamental pouco agressivo para um emprego em Nova Iorque.
- Observações:
  - Entre os episódios 12 e 13, foi exibido um episódio especial trazendo um resumo do que aconteceu anteriormente e mostrando o perfil dos candidatos ainda ativos.

### Episódio 14 (24–09–2006)
- Extinção de equipes: Os grupos Águia e Alliance são extintos no início do episódio; cada um dos 3 finalistas compete diretamente com os outros.
- Entrevistas: Cada um dos candidatos passaria por um processo de entrevista com 3 executivos escolhidos por Roberto Justus: Gustavo Vale, presidente da Danone; Erli Rodrigues, presidente brasileiro da companhia aérea American Airlines; e Luiz Lara, presidente da agência de publicidade Lew, Lara. Os executivos transmitiriam suas impressões a Justus, que determinaria quem seria demitido.
- Feedback das entrevistas: Tanto Beatriz quanto Karine foram listadas como pessoas difíceis para trabalhar em grupo; Karine se destacou por sua inteligência, mas as suas experiências profissionais foram questionadas. Anselmo conseguiu transmitir uma boa imagem para todos os executivos.
  - Para Justus, a performance de Beatriz durante o processo foi suficiente para classificá–la como finalista.
- Demitida: Karine. Foi indicada unanimemente pelos 3 entrevistadores para demissão e classificada como uma profissional sem visão de futuro.
- Tarefa final: Ações sociais que possibilitariam melhoras nas condições de vida dos ocupantes de um asilo (tarefa de Anselmo) e um orfanato (tarefa de Beatriz).
- Grupos finais: O grupo de Beatriz foi composto por Paula Ramos, Pedro e Maximiliano; Anselmo escolheu Karine, Nakao e Yanne.
- Observações:
  - Os dois finalistas, Anselmo e Beatriz, são os primeiros na história de O Aprendiz a nunca trabalharem juntos. Ambos nunca deixaram suas equipes originais.

### Episódio final (26–09–2006)
- Resultado das tarefas: Anselmo teve alguns problemas legais com a instituição de idosos, mas Justus considerou as duas tarefas como satisfatórias.
- Entrevistas: Algumas perguntas foram feitas aos dois finalistas, para avaliar o perfil de ambos.
- Contratado: Anselmo. Apesar de um resultado prático inferior ao de Beatriz ao longo do programa, seu perfil de comportamento foi fator chave na decisão.
- Demitida: Beatriz, pelos problemas de relacionamento que teve com outros participantes e por ser mais agressiva do que Anselmo.
- Observações:
  - Anselmo é o primeiro vencedor da edição brasileira com um recorde negativo como líder, com apenas uma vitória em três tentativas.

## Resultados
| Candidato (a)               | Equipe     | Equipe     | Equipe     | Equipe     | Resultado               | Recorde como líder                                               |
| Candidato (a)               | Episódio 1 | Episódio 4 | Episódio 7 | Episódio 9 | Resultado               | Recorde como líder                                               |
| --------------------------- | ---------- | ---------- | ---------- | ---------- | ----------------------- | ---------------------------------------------------------------- |
| Anselmo Martini             | Alliance   | Alliance   | Alliance   | Alliance   | Contratado              | 1–2 (vitória no episódio 13, derrota nos episódios 6 e 11)       |
| Márcia Beatriz de Queiroz   | Águia      | Águia      | Águia      | Águia      | Demitida na Final       | 2–2 (vitória nos episódios 4 e 11, derrota nos episódios 8 e 13) |
| Karine Bidart               | Águia      | Alliance   | Alliance   | Alliance   | Demitida no episódio 14 | 1–2 (vitória no episódio 12, derrota nos episódios 5 e 10)       |
| Yanne Castro                | Águia      | Águia      | Águia      | Águia      | Demitida no episódio 13 | 0–2 (derrota nos episódios 7 e 12)                               |
| Paula Ramos                 | Águia      | Alliance   | Alliance   | Águia      | Demitida no episódio 12 | 2–0 (vitória nos episódios 8 e 10)                               |
| Carlos Nakao                | Alliance   | Alliance   | Alliance   | Alliance   | Demitido no episódio 11 | 1–0 (vitória no episódio 7)                                      |
| Maximiliano Carvalho        | Alliance   | Águia      | Alliance   | Alliance   | Demitido no episódio 10 | 2–0 (vitória nos episódios 3 e 9)                                |
| Pedro Hans                  | Alliance   | Águia      | Águia      | Águia      | Demitido no episódio 9  | 1–1 (vitória no episódio 5, derrota no episódio 9)               |
| Letícia Rechden             | Águia      | Águia      | Águia      |            | Demitida no episódio 8  | 0–1 (derrota no episódio 3)                                      |
| Luís Eduardo da Rosa Borges | Alliance   | Águia      | Águia      |            | Demitido no episódio 7  | 1–0 (vitória no episódio 6)                                      |
| Peter Collins               | Alliance   | Alliance   |            |            | Demitido no episódio 6  | 1–0 (vitória no episódio 1)                                      |
| Carolina Carlassara         | Águia      | Alliance   |            |            | Demitida no episódio 5  | 1–0 (vitória no episódio 2)                                      |
| Anníbal Camara Sodero       | Alliance   | Alliance   |            |            | Demitido no episódio 4  | 0–1 (derrota no episódio 4)                                      |
| Paula Abnader               | Águia      |            |            |            | Demitida no episódio 3  |                                                                  |
| Fabrício Lopez              | Alliance   |            |            |            | Demitido no episódio 2  | 0–1 (derrota no episódio 2)                                      |
| Marília Dantas              | Águia      |            |            |            | Demitida no episódio 1  | 0–1 (derrota no episódio 1)                                      |